# 塞利耶尔
塞利耶尔（法語：Sellières，法語發音：[sɛljɛʁ]）是法国汝拉省的一个市镇，位于该省西部偏北，属于隆斯勒索涅区。

## 地理
塞利耶尔（46°49'40"N, 5°33'48"E）面积9.9 平方千米，位于法国勃艮第-弗朗什-孔泰大區汝拉省，该省份为法国东部内陆省份，北起上索恩省，西北接科多尔省，西临索恩-卢瓦尔省，南至安省，东与杜省和瑞士接壤。
与塞利耶尔接壤的市镇（或旧市镇、城区）包括：拉沙尔姆、芒特里、贝尔萨延、莫奈、图卢兹堡、韦尔苏塞利耶尔。
塞利耶尔的时区为UTC+01:00、UTC+02:00（夏令时）。

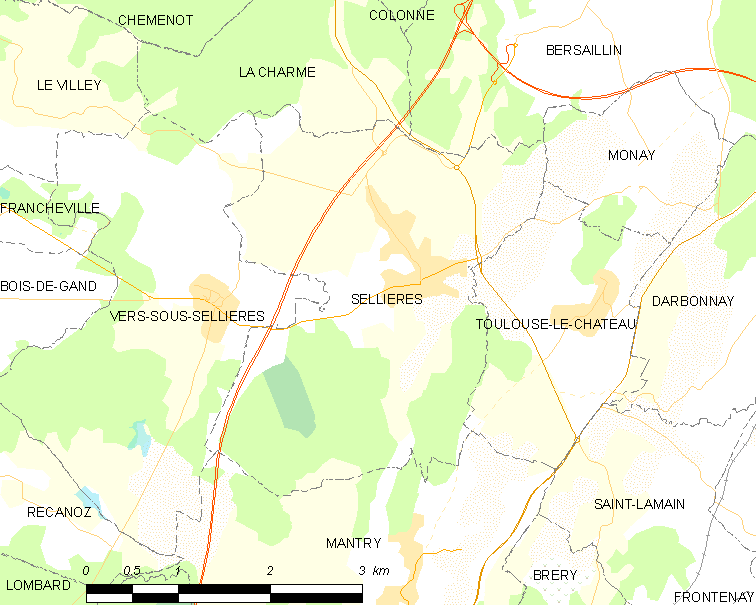
塞利耶尔的OSM定位图

## 行政
塞利耶尔的邮政编码为39230，INSEE市镇编码为39508。

## 政治
塞利耶尔所属的省级选区为布莱特朗县。

## 交通
法国国家A39号高速公路过境但未设出入口。汝拉省省道D475线经过境内东侧，省道D33E线、D468线及D475E线在境内交汇。

## 人口

1962-2008年间塞利耶尔人口变化图示

塞利耶尔于2022年1月1日时的人口数量为728人。